# David V. Barrett
David V. Barrett (* 6. července 1952) je britský spisovatel, autor mnoha prací na religionistická a ezoterická témata. Pravidelně přispívá do časopisů The Independent, Fortean Times, a Catholic Herald. Píše také knižní kritiky, zejména na knihy z oblasti science fiction.